# Município de Reily
O município de Reily (em inglês: Reily Township) é um município localizado no condado de Butler no estado estadounidense de Ohio. No ano de 2010 tinha uma população de 2.624 habitantes e uma densidade populacional de 27,63 pessoas por km².

## Geografia
O município de Reily encontra-se localizado nas coordenadas 39° 26′ 05″ N, 84° 45′ 35″ O. Segundo a Departamento do Censo dos Estados Unidos, o município tem uma superfície total de 94.98 km², da qual 94,98 km² correspondem a terra firme e (0 %) 0 km² é água.

## Demografia
Segundo o censo de 2010, tinha 2.624 habitantes residindo no município de Reily. A densidade populacional era de 27,63 hab./km². Dos 2.624 habitantes, o município de Reily estava composto pelo 96,65 % brancos, o 0,8 % eram afroamericanos, o 0,19 % eram amerindios, o 0,5 % eram asiáticos, o 0,27 % eram de outras raças e o 1,6 % eram de uma mistura de raças. Do total da população o 0,72 % eram hispanos ou latinos de qualquer raça.